# Wrentham, Massachusetts
Wrentham är en kommun (town) i Norfolk County i delstaten Massachusetts, USA. Vid 2020 års folkräkning hade kommunen 12 178 invånare.

## Kända personer från Wrentham
- Garth Snow, ishockeymålvakt